# Lewis Teague
Lewis Teague (nascut el 8 de març de 1938) és un director de cinema estatunidenc, el treball del qual inclou Alligator, Cat's Eye, Cujo, La joia del Nil, The Dukes of Hazzard: Reunion!, Navy Seals, comandament especial i Perillosament units.

## Biografia
Teague va néixer a Brooklyn, Nova York. Teague es va enamorar de les pel·lícules als 14 anys quan va veure The Steel Helmet (1951)
Va abandonar l'escola secundària als 17 anys i es va enrolar a l'exèrcit, servint durant tres anys a Alemanya. Va estudiar cinema a la Universitat de Nova York, on els seus curtmetratges incloïen Sound and the Painter (1962) i It's About a Carpenter, que es va difondre per les biblioteques públiques. El 1963 va guanyar una beca per ser l'estudiant més prometedor de l'escola.
Va deixar l'escola l'any 1963 sense completar un títol quan se li va oferir una feina a The Alfred Hitchcock Hour. (Teague va tornar a la NYU per completar la seva carrera l'any 2016, als 78 anys.)

### Primers anys
Teague va tenir un crèdit de direcció primerenc amb l'episodi "The Second Verdict" a The Alfred Hitchcock Hour (1964).
Més tard va dir que va "abandonar" i va dirigir la Cinemateque 16, una sala de cinema clandestina a Los Angeles, durant un parell d'anys fins que "es va avorrir i va tornar al cinema". Va proporcionar un segment de pel·lícula per a una producció teatral de The Disenchanted (1968), que el Los Angeles Times va descriure com a "eficaç".
Teague va ser assistent de producció a Estimar (1970) i director de producció del documental del concert de rock Woodstock (1970). Va ser director de fotografia a Bongo Wolf's Revenge (1970).
Va ser anunciat com a director de Loves as a Cop, però sembla que no s'ha fet.
Va editar un documental de surf Forgotten Island of Santosha (1974) i va debutar com a director de llargmetratges amb Dirty O'Neil (1974), que va codirigir.

### Roger Corman
El 1974 Teague va ser emprat per Roger Corman a New World Pictures per recomanació de Martin Scorsese que també havia estat a NYU. Va editar Cockfighter (1974); Va ser director de segona unitat i assistent d'editor a La cursa de la mort (1975); va editar Crazy Mama (1975) per a Jonathan Demme; assistent de direcció a Thunder and Lightning (1977) (realitzat per a Corman però a 20th Century Fox); i va ser responsable de la seqüència d'allau a L'allau (1978).
Teague va dir més tard: "Les coses principals que s'aprèn treballant per a Corman són com aconseguir cada centau a la pantalla, com ser el més convenient possible i com treballar molt ràpidament. A més, en Roger és una persona extremadament intel·ligent. Tot i que la major part del seu material era explotatiu, sempre va tenir un enfocament molt intel·ligent. Vaig aprendre molt de la seva manera de tractar amb directors i editors. Era extremadament ben organitzat, molt perspicaç, molt ràpid per prendre decisions."
Fora de New World va editar Summer Run (1974) i el curt documental guanyador de l'Oscar Number Our Days (1976).

### Director
Teague va tornar a dirigir amb The Lady in Red (1979), per a New World Pictures, basat en un guió de John Sayles. Fou protagonitzada per Robert Conrad, que va aconseguir que Teague s'ocupés de dirigir un episodi de la sèrie de televisió A Man Called Sloane. També va fer episodis de Vega$ i Barnaby Jones i va ser el director de la segona unitat a la pel·lícula de la Segona Guerra Mundial de Samuel Fuller The Big Red One (1980).
El segon llargmetratge de Teague com a únic crèdit va ser Alligator (1980), basat en un guió de Sayles.
Va fer un episodi de Riker després va dirigir la pel·lícula de vigilants Fighting Back (1982) i va ser cridat a l'últim moment per fer una adaptació de Stephen King, Cujo (1983). Va ser popular i a Teague se li va oferir un segon guió de King, Cat's Eye (1985).
Teague va tenir el seu pressupost més gran fins ara amb La joia del Nil (1985), una seqüela de Darrere el cor verd (1984).
Hi va haver un buit a les pel·lícules, abans que Teague tornés amb Collision Course (1989), a la qual va ser portat a l'últim moment. Va tornar a la televisió amb Shannon's Deal (1989), basat en un guió de Sayles.
Posteriorment Teague va dirigir Navy Seals, comandament especial (1990), seguit de Perillosament units (1991) i T Bone N Weasel  (1992).
Va fer episodis de Time Trax (el pilot), Fortune Hunter, Profiler, i Nash Bridges, i va fer alguns telefilms: OP Center (1995), Salvat per la llum (1995),Justice League of America (1997) (no acreditada), The Dukes of Hazzard: Reunion! (1997), Love and Treason (2001), i The Triangle (2001).
Després d'una absència de cinc anys de direcció, Teague va dirigir (a més de escriure i produir) el curt dramàtic Cante Jondo (2007). També ha experimentat amb cinematografia digital, treballant en una sèrie de sitcom basada en la realitat en format digital sobre CharlotteTS (una transexual de Barcelona), Carlotta T-S (2010).
Va ser el director de fotografia i coeditor del curt de 2014, Clifford Goes Boom.

## Filmografia
| Any  | Títol                            | Notes                  |
| ---- | -------------------------------- | ---------------------- |
| 1974 | Dirty O'Neil                     |                        |
| 1979 | The Lady in Red                  |                        |
| 1980 | Alligator                        |                        |
| 1982 | Fighting Back                    | a.k.a. Death Vengeance |
| 1983 | Cujo                             |                        |
| 1985 | Cat's Eye                        |                        |
| 1985 | La joia del Nil                  |                        |
| 1989 | Collision Course                 |                        |
| 1990 | Navy Seals, comandament especial |                        |
| 1991 | Perillosament units              |                        |
| 1992 | T Bone N Weasel                  |                        |
| 1995 | Salvat per la llum               |                        |
| 1997 | The Dukes of Hazzard: Reunion!   |                        |
| 2001 | Love and Treason                 |                        |
| 2001 | The Triangle                     |                        |

## Enllaços exters
- «www.lewisteague.com».   Lewis Teague.